# چوسنوو
چوسنوو (به لهستانی:  Czosnów) یک روستا در لهستان است که در گمینا چوسنوو واقع شده‌است. چوسنوو ۴۲۰ نفر جمعیت دارد.